# Cleveland, Ohio
Cleveland [klívlend] je mesto v zvezni državi ZDA Ohio.

## Lega
Cleveland je mesto, ki leži ob jezeru Erie. Mesto se nahaja na severovzhodu zvezdne države Ohio na južni obali Eriejskega jezera. Cleveland je drugo največje mesto v državi Ohio in sedež okrožja Cuyahoga. Leži na nadmorski višini 199m. 

## Nastanek mesta
Mesto je nastalo 1796. Ime je dobilo po ustanovitelju generalu Mosesu Clevelandu.

## Kmetijstvo
Okoli velikih jezer kamor spada tudi jezero Erie z mestom Cleveland prevladuje mlečna govedoreja (Dairy Belt) - mlečni pas, ta oskrbuje številna mesta po ZDA z mlekom in mlečnimi izdelki pridelujejo pa tudi oves, pšenico in koruzo.

## Podnebje
Cleveland leži v zmerno toplem pasu in ima vse 4 letne čase.

## Gospodarstvo
Mesto se je zelo hitro razvijalo zaradi bližine različnih kanalov, jezera in železnic, zato je postalo industrijsko središče, z močno elektrotehniško, stojno in avtomobilsko industrijsko in črno metalurijo. Z oslabitvijo težke industrije se je gospodarstvo Clevelanda preusmerilo v storitveni sektor vključno s finančnim storitvami, zavarovalništvo in zdravstvom.

## Prebivalstvo
V mestu živi okli 385 tisoč prebivalcev, na širšem območju pa 2 milijona.

## Slovenci v Clevelandu
Največji delež od 300.000 Slovencev, ki živijo v severni Ameriki, živi v Clevelandu. Tam imajo svoja društva, v katerih ohranjajo kulturno izročilo svoje domovine. Kljub temu, da večina ne govori več slovensko, se mnogi od njih še čutijo Slovence in se tako tudi javno opredeljujejo.

## Znamenitosti
Cleveland je znan tudi po svoji vlogi pri razvoju rock glasbe, tu se nahaja Hram slavnih rokenrola.
Časopis The Economist je leta 2005 uvrstil Cleveland med najboljša mesta za življenje
Mesto se ponaša z nebotičnikom Terminal Tower (235 m), nekoč najvišjo stavbo v ZDA izven New Yorka.

## Turizem
- Botanični vrt
- Muzej umetnosti
- Muzej naravne zgodovine
- Cleveland Metroparks Zoo